# Angie Craig
Angela Dawn Craig, detta Angie (West Helena, 14 febbraio 1972), è una politica statunitense, membro della Camera dei Rappresentanti per lo stato del Minnesota dal 2019.

## Biografia
Nata nell'Arkansas, la Craig trascorse l'infanzia vivendo in una casa mobile insieme ai suoi due fratelli e alla madre single che non poteva permettersi l'assicurazione sanitaria. Laureatasi all'Università di Memphis, lavorò come giornalista. Trasferitasi in Minnesota, trovò occupazione nel settore risorse umane della St. Jude Medical, un'azienda produttrice di dispositivi medici. Dichiaratamente lesbica, la Craig si sposò con Cheryl Greene e divenne madre di quattro figli.
Entrata in politica con il Partito Democratico, nel 2016 annunciò la propria candidatura per la Camera dei Rappresentanti ma risultò sconfitta di misura dal commentatore politico ultraconservatore Jason Lewis.
Due anni dopo, la Craig si candidò nuovamente contro il repubblicano Lewis e in questo caso riuscì a sconfiggerlo con un margine di scarto di sei punti percentuali. Angie Craig divenne così la prima madre omosessuale eletta al Congresso, nonché la prima persona dichiaratamente LGBT eletta alla Camera in rappresentanza dello stato del Minnesota.
Di ideologia progressista, è membro del Congressional Progressive Caucus. 
Il 6 luglio 2024, Craig ha chiesto a Joe Biden di non ricandidarsi. È stata il primo membro del distretto a farlo.